# مورغان والاس
مورغان والاس (بالإنجليزية: Morgan Wallace)‏ هو كاتب مسرحي وممثل أمريكي، ولد في 26 يوليو 1881 في الولايات المتحدة، وتوفي بنفس المكان في 12 ديسمبر 1953.

## أعمال

### أفلام
- (1914) السادة الجسورين
- (1914) رومانسية تيلي المثقوبة
- (1932) الفندق الكبير
- (1934) الأرملة المرحة
- (1944) القلق[2]

## وصلات خارجية
- مورغان والاس على موقع IMDb (الإنجليزية)
- مورغان والاس على موقع قاعدة بيانات برودواي على الإنترنت (الإنجليزية)
- مورغان والاس على موقع قاعدة بيانات الفيلم (الإنجليزية)